# Атаєва Огульгерек
Огульгерек Атаєва (2 лютого 1949, село Тезе-Оба Тедженського району, тепер Ахалський велаят, Туркменістан) — радянська діячка, голова правління колгоспу імені Кірова Тедженського району Туркменської РСР. Член ЦК КПРС у 1990—1991 роках.

## Життєпис
У 1969—1978 роках — колгоспниця, в 1978—1985 роках — бібліотекар колгоспу імені Кірова Тедженського району Туркменської РСР.
У 1982 році закінчила Ашхабадський культпросвіттехнікум Туркменської РСР.
У 1985—1988 роках — голова сільської ради Гоні-Аманша Тедженського району Туркменської РСР.
Член КПРС з 1986 року.
З 1988 року — голова правління колгоспу імені Кірова Тедженського району Туркменської РСР.
Подальша доля невідома.